# Chodzież (Landgemeinde)
Die gmina wiejska Chodzież [ˈxɔdzʲɛʃ] ist eine selbständige Landgemeinde in Polen im Powiat Chodzież in der Woiwodschaft Großpolen. Ihr Sitz befindet sich in der Stadt Chodzież (deutsch seit 1878 Colmar, später Kolmar i. Posen). Die Landgemeinde, zu der die Stadt Chodzież selbst nicht gehört, hat eine Fläche von 212,7 km², auf der (Stand: 31. Dezember 2020) 6136 Menschen leben.

## Geographie

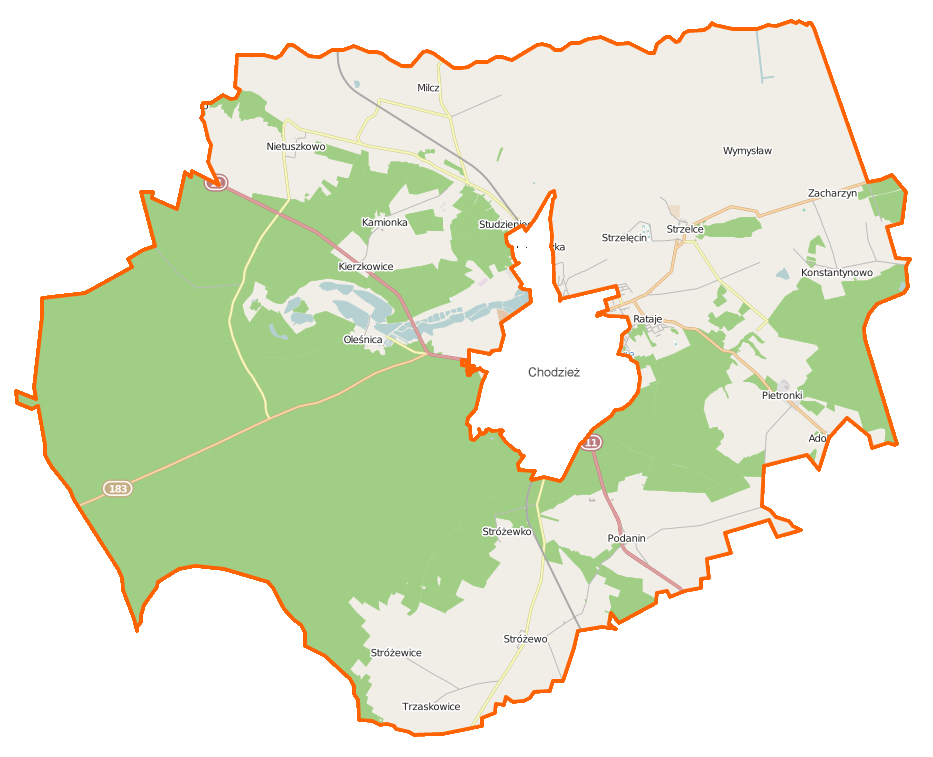
Karte der Landgemeinde

Die Landgemeinde liegt etwa 70 km nördlich von Posen (Poznań) in der Chodzieskie-Seenplatte, einer hügeligen, waldreichen Moränenlandschaft. Sie umgibt die Stadt Chodzież von allen Seiten.

## Geschichte
Von 1975 bis 1998 gehörte die Landgemeinde zur Woiwodschaft Piła.

## Persönlichkeiten
- Otto von Königsmarck (1815–1889), deutscher Politiker, kurzzeitig preußischer Landwirtschaftsminister, Rittergutsbesitz in Ober-Lesnitz

## Gemeindegliederung
Die Landgemeinde Chodzież besteht aus 11 Schulzenämtern und 27 Ortschaften:
| Name          | deutscher Name (1815–1919)          | deutscher Name (1939–1945)                    |
| ------------- | ----------------------------------- | --------------------------------------------- |
| Cisze         | Wilsbach                            | Wilsbach                                      |
| Ciszewo       | Netzland                            | Netzland                                      |
| Drzązgowo     | Kienwald                            | Kienwald                                      |
| Jacewko       | Königslug                           | Königslug                                     |
| Kamionka      | Kamionke                            | Kamke                                         |
| Kierzkowice   | Kerzow                              | Kerzow                                        |
| Konstantynowo | Constantinau                        | Konstantinau                                  |
| Krystynka     | Christinchen                        | Christinchen                                  |
| Milcz         | Milsch                              | Milsch                                        |
| Mirowo        | Mirowo                              | Mirowo                                        |
| Nietuszkowo   | Nikolskowo                          | Nicklau                                       |
| Oleśnica      | Ober-Lesnitz                        | Oberlesnitz                                   |
| Pietronki     | Pietronke                           | 1939–1943 Pietronke 1943–1945 Petermannke     |
| Podanin       | Podanin                             | Podanin                                       |
| Rataje        | Rattai                              | Rattai                                        |
| Rudki         | Rutke                               | Rutke                                         |
| Słomki        | Slomke                              | Tiefland                                      |
| Stróżewice    | Strosewo Hauland 1906–1919 Hermstal | Hermstal                                      |
| Stróżewko     | Vorwerk Straußberg                  | Vorwerk Straußberg                            |
| Stróżewo      | Strosewo 1906–1919 Kirchdorf        | 1939–1943 Kirchdorf 1943–1945 Freienkirchdorf |
| Strzelce      | Strelitz                            | Strelitz                                      |
| Strzelęcin    | Neu Strelitz                        | Neu Strelitz                                  |
| Studzieniec   | Studzyn 1876–1919 Studsin           | Studsin                                       |
| Trojanki      | Vorwerk Hammermühle                 | Vorwerk Hammermühle                           |
| Trzaskowice   | Knarrhütte                          | Knarrhütte                                    |
| Wymysław      | Wymyslowo                           | Augustenau                                    |
| Zacharzyn     | Zachasberg                          | Zachasberg                                    |